# Apeadero de Leça
Nota: No confundir con la Estación de Leça do Balio, igualmente en la Línea de Leixões, ni con la Estación de Leça, en el antiguo Ramal de Matosinhos.
El Apeadero de Leça fue una plataforma ferroviaria de la Línea de Leixões, que servía a la localidad de Leça da Palmeira, en el ayuntamiento de Matosinhos, en Portugal.

## Historia
Este apeadero se insertaba en el primer tramo de la Línea de Leixões, entre las Estaciones de Leixões y Serpa Pinto, que abrió a la explotación el 20 de julio de 1938.